# Cyrtorchis henriquesiana
Espèce
Synonymes
- Aerangis henriquesiana (Ridl.) Schltr.[1]
- Angraecum henriquesianum Ridl.[1]
- Homocolleticon henriquesiana (Ridl.) Szlach. & Olszewski[1]
- Listrostachys henriquesiana (Ridl.) Rolfe[1]

Cyrtorchis henriquesiana est une espèce de plantes à fleurs de la famille des Orchidaceae (les orchidées) et du genre Cyrtorchis, présente dans l'île de Principe (Sao Tomé-et-Principe), au Gabon et dans la région continentale de la Guinée équatoriale.

## Étymologie
Son épithète spécifique henriquesiana rend hommage au botaniste portugais Julio Augusto Henriques (en).